# التنظيم الناصري الموحد
المنظمة الناصرية المتحدة، والتي صنفت أيضًا بشكل مختلف باسم "المنظمة الناصرية الموحدة" و"المنظمة الناصرية المتحدة"، كانت مجموعة حرب عصابات لبنانية سرية مسؤولة عن حركتين عاليتين. - نفذت هجمات على أفراد عسكريين بريطانيين في قبرص في أواخر الثمانينات.

## العمليات 1986-87
تشكل هذا الفصيل غير المعروف في أبريل 1986 في بيروت الغربية بتمويل من ليبيا، ويتكون من حوالي 50-100 مقاتل ويُشتبه في أنه مجرد غطاء لقيادة الثورة الوطنية (عمر المختار) أو NRC-OM. وهي جماعة غامضة بنفس القدر مقرها لبنان وتدعمها ليبيا أيضًا، ونفذت العديد من الأعمال المسلحة ضد المصالح الغربية في لبنان وقبرص المجاورة. حدث أول عمل منسوب إلى المنظمة الناصرية المتحدة في 3 أغسطس 1986، عندما هاجم فريق كوماندوز صغير مسلح بأسلحة صغيرة وقذائف آر بي جي 7 ومدافع الهاون الخفيفة مجموعة من الطيارين البريطانيين أثناء إجازتهم مع عائلاتهم على الشاطئ بالقرب من سلاح الجو الملكي. قاعدة أكروتيري الجوية بقبرص، مما أدى إلى إصابة امرأتين. في وقت لاحق من أغسطس 1987، نصبت مجموعة أخرى من مقاتلي المنظمة الناصرية المتحدة كمينًا لمركبة عسكرية على طريق سيبريوت، مما أدى إلى إصابة جندي بريطاني ورفيقه المدني بجروح خطيرة بنيران مدفع رشاش خفيف.

## تراجع وزوال
لم يعلن مكتب المنظمة الناصرية المتحدة مسؤوليته عن أي هجمات منذ عام 1987، على الرغم من أنه من المرجح أنها ظلت نشطة حتى نهاية الصراع المدني في لبنان. ومن المفترض أن المنظمة قد توقف نشاطها بهدوء بسبب الضغط الليبي في أوائل التسعينيات ولم تعد قادرة على العمل.

## طالع أيضًا
- المرابطون
- الحرب الأهلية اللبنانية
- قائمة أسلحة الحرب الأهلية اللبنانية
- حركة الوحدويين الناصرية
- التنظيم الناصري الشعبي